# 吴金水
吴金水（1961年—），湖北武穴人，汉族，中华人民共和国政治人物、第十二届全国人民代表大会湖南地区代表。

## 生平
毕业于英国雷丁大学土壤科学。2013年，担任全国人大代表。2018年2月24日，当选为第十三届全国人大代表。